# Sikatuna
Sikatuna (Bayan ng Sikatuna) är en kommun i Filippinerna. Kommunen tillhör provinsen Bohol och ligger på ön med samma namn. Folkmängden uppgår till 6 602 invånare.

## Barangayer
Sikatuna är indelat i 10 barangayer.

## Bildgalleri

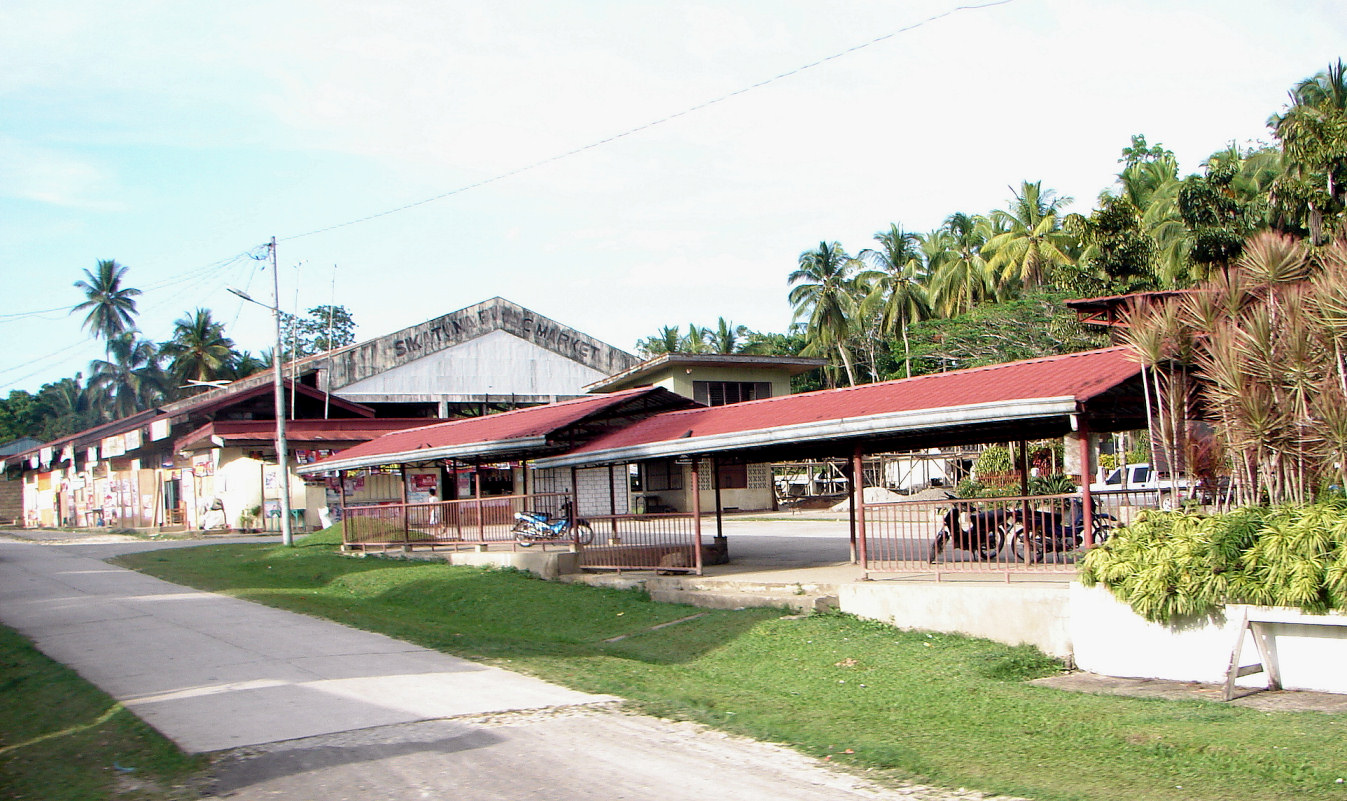
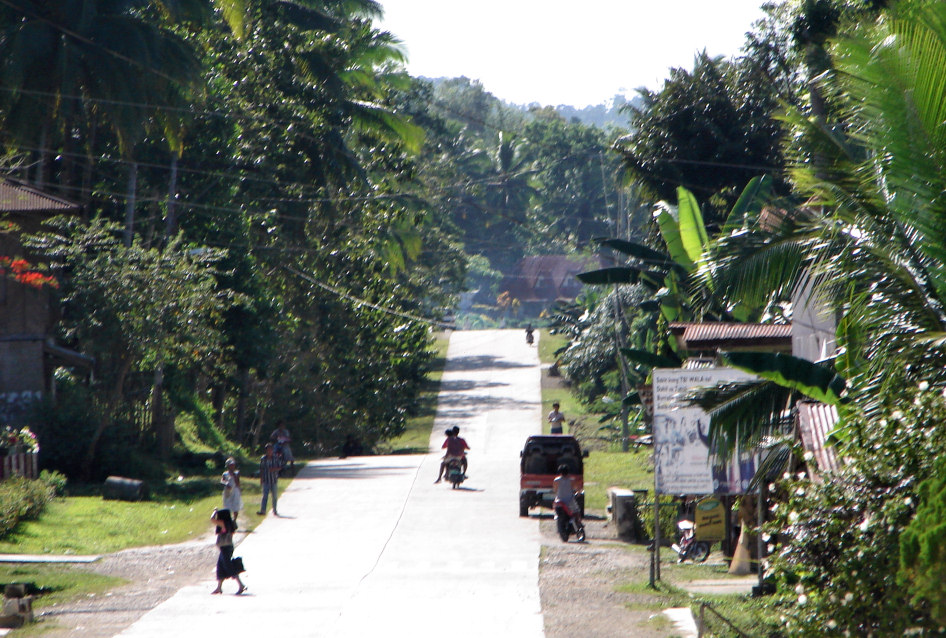